# Geraint, hijo de Erbin
Geraint, hijo de Erbin (en galés medio: Geraint uab Erbin) es un poema medieval galés que rinde homenaje al héroe Geraint y a sus gestas en la batalla de Llongborth. El poema se compone de estrofas estilo englyn de tres versos cada una y se conserva en varias versiones, todas ellas en galés medio. La versión más antigua conocida aparece en el Libro negro de Carmarthen, completado alrededor de 1250, si bien el poema pudo haberse escrito entre los siglos X y XI. El poema destaca por ser uno de los primeros en mencionar al legendario rey Arturo.

## Poema y contexto
El protagonista del poema, Geraint mab Erbin, fue una figura popular en la tradición galesa y aparece en una serie de fuentes subsecuentes. Genealogías posteriores lo sitúan al oeste de Gran Bretaña y al sur de Gales a finales del siglo VI. El antiguo poema Y Gododdin menciona un "Geraint desde el sur", probablemente una referencia a Geraint mab Erbin. Pese a ello, Geraint alcanzó la fama con la publicación de Geraint ac Enid, un cuento que sigue la narrativa de la obra francesa Érec et Énide de Chrétien de Troyes.
Geraint, hijo de Erbin recurre a la repetición al celebrar las hazañas de Geraint en Llongborth, que podría identificarse con Langport, Somerset, aunque llongborth puede referirse también a un "puerto de barcos", parecido al longphort vikingo en Irlanda. Cada englyn repite la forma de los otros con mayor o menor variación. En una estrofa se menciona al rey Arturo como amerauder o emperador. Esta es la primera referencia conocida a Arturo como emperador, un título usado frecuentemente en obras tardías pero prácticamente ausente en material antiguo. La asociación con Arturo también muestra que ya desde muy temprano Geraint estaba en la órbita de Arturo, un proceso que se repite con otros héroes de la tradición galesa.